# Hans-Henning Lühr

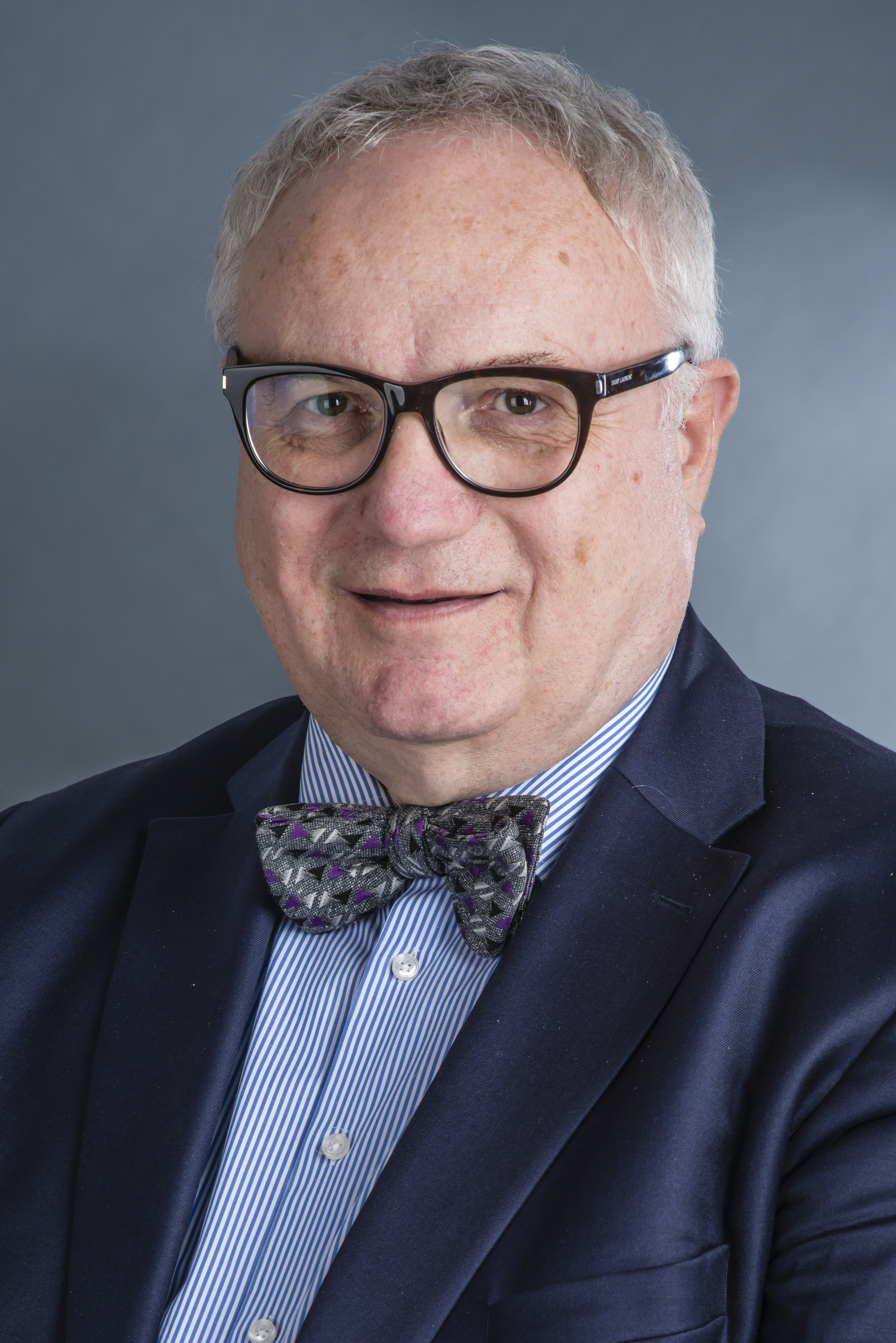
Hans-Henning Lühr, 2015

Hans-Henning  Lühr, genannt Henning Lühr, (* 5. September 1950 in Winsen (Luhe)) ist ein deutscher Jurist und ehemaliger politischer Beamter (SPD). Von 2003 bis 2020 amtierte er als Staatsrat beim Senator für Finanzen der Freien Hansestadt Bremen. Seit 2021 ist er Honorarprofessor  für Verwaltungswissenschaften mit den Schwerpunkten Verwaltungsmanagement und eGovernment an der Hochschule Bremen und Rechtsanwalt in Bremen.

Er ist auch bekannt als Autor von Aufsätzen und Büchern zum Public Management, eGovernment und zur Bürokratie-Satire und als Autor und Illustrator von Kochbüchern und Bilderbüchern für Kinder.

## Biografie
Lühr schloss seine Ausbildung für den gehobenen Verwaltungsdienst in der Landes- und Kommunalverwaltung in Niedersachsen als Diplom-Verwaltungswirt ab. Er erwarb die Hochschulreife über den Zweiten Bildungsweg und studierte, gefördert von der Hans-Böckler-Stiftung, bis 1978 Rechtswissenschaften, Betriebswirtschaft und Geschichtswissenschaft an der Universität Bremen. Nach Beendigung des juristischen Vorbereitungsdienstes wurde er 1979 Assessor. Er war nach Ausbildung und Studium in verschiedenen öffentlichen Verwaltungen tätig, unter anderem in der niedersächsischen Landes- und Kommunalverwaltung, als stellvertretender Leiter des Aus- und Fortbildungszentrums für den öffentlichen Dienst, Referatsleiter und Abteilungsleiter in der Bremischen Senatskommission für das Personalwesen und als Leiter der Abteilung „Öffentliches Dienstrecht, Personal- und Verwaltungsmanagement, eGovernment“ beim Bremischen Senator für Finanzen. 1989/1990 war er Berater des Oberbürgermeisters und des Finanzsenators beim Aufbau der Stadtverwaltung der Hansestadt Rostock. Er übte haupt- und nebenberuflich Lehrtätigkeiten für Öffentliches Recht, Verwaltungswissenschaften und Personal- und IT-Management an der Verwaltungsschule, an der Hochschule für Öffentliche Verwaltung Bremen, der Universität Bremen und der Deutschen Universität für Verwaltungswissenschaften in Speyer aus.
Am 4. Juli 2003 erfolgte Lührs Berufung zum Staatsrat beim Senator für Finanzen Ulrich Nußbaum. Auch unter den folgenden Finanzsenatoren Karoline Linnert und Dietmar Strehl blieb er im Amt und war bei seinem Ausscheiden aus dem Amt am 31. Juli 2020 der dienstälteste Finanzstaatssekretär  Deutschlands. Er war Mitglied in diversen Gremien, unter anderem im Verwaltungsrat der gemeinsam von den Ländern Schleswig-Holstein, Hamburg, Mecklenburg-Vorpommern, Niedersachsen und Bremen betriebenen Anstalt des öffentlichen Rechts Dataport, Vorsitzender des Kommunalen Arbeitgeberverbandes im Land Bremen und Mitglied des Präsidiums der Vereinigung Kommunaler Arbeitgeber (VKA), der Weser-Stadion-GmbH sowie der Verwaltungsräte der KGSt und der Sparkasse Bremen. Er vertrat Bremen im IT-Planungsrat des Bundes und der Länder. 2019 war er Vorsitzender des IT-Planungsrates, 2020 dessen stellvertretender Vorsitzender.
Im November 2017 wurde ihm der Award „eGovernment CIO des Jahres 2017“ verliehen. Im November 2019 wurde er mit dem Award „Digital Transformation“ ausgezeichnet.
Im Oktober 2020 wurde er  Honorarprofessor für Verwaltungswissenschaften mit den Schwerpunkten Verwaltungsmanagement und eGovernment an der Hochschule Bremen. Er ist gemeinsam mit Benjamin Tannert und Irmhild Rogalla Leiter des Instituts für digitale Teilhabe an der Hochschule Bremen.
Im Jahr 2021 wurde er von der Hanseatischen Rechtsanwaltskammer als Rechtsanwalt zugelassen. Im April 2021 wurde er zum External Expert beim European Institute of Public Administration (EIPA) in Maastricht berufen.
Von August bis Dezember 2022 war im Auftrag von Innensenator Ulrich Mäurer (SPD) als Berater für die digitale Neuaufstellung des Bürgeramtes Bremen tätig.
Vor den Tarifverhandlungen im öffentlichen Dienst im Frühjahr 2023 wurde Lühr im Dezember 2022 von Ver.di und dem Beamtenbund auf Arbeitnehmerseite als Schlichter benannt. Er leitete die Schlichtung im öffentlichen Dienst als verantwortlicher Schlichter im April 2023. Im April 2024 leitet er die Schlichtung für das Personal in der Luftsicherheit als Verantwortlicher Schlichter.
Im Mai 2023 promovierte er mit einer Arbeit über die Rolle des IT-Planungsrats im föderalen Mehrebenensystem Deutschlands an der Deutschen Universität für Verwaltungswissenschaften Speyer.

### Sonstiges Engagement
Lühr ist Mitglied der SPD und der Gewerkschaft Verdi. Er ist Mitglied des SV Werder Bremen.
Er hat neben diversen Fachaufsätzen zum Personal- und Organisationsmanagement, eGovernment und zur Finanzpolitik (zuletzt: Der öffentliche Dienst als Einwanderungsland – Strategien und praktische Gestaltung des kulturellen Wandels als Herausforderung für die Personalpolitik – und Dänemark – Ein Vorbild für die digitale Verwaltung) mehrere Fachbücher (Digitale Staatskunst/Handbuch digitale Verwaltung) herausgegeben und mehrere satirische Bücher geschrieben, u. a. fertigte er die satirische Studie Management by Biscuits an, in der er während 179 Besprechungen, an denen er selbst teilnahm, den Kekskonsum der Teilnehmer beobachtete, auswertete und kommentierte. Das Nordwestradio in einer Gesprächszeit und das Satiremagazin extra3 des NDR berichteten 2008 über die Studie. 2009 präsentierte er gemeinsam mit dem Cartoonisten Roland Bühs mit der Sammlung von Managementkonzepten einen satirischen Kompass zur Selbstfindung auf dem sich geradezu inflationär entwickelnden Markt der Managementkonzepte: Management by …: Managementkonzepte für Experten/innen. 2012 erschien sein Buch mit dem Titel Drahtzieher, Taktiker, Kofferträger – Satirischer Wegweiser durch Politik und Bürokratie. Beide wurden im Bremer Kellner Verlag verlegt.
Lühr hat sechs Internationale Kochbücher (Band 2–6 gemeinsam mit Lothar Spielhoff) mit Rezepten aus allen Erdteilen mit „urdeutschen“ Gemüsesorten, die aber nicht aus Deutschland stammen, veröffentlicht: Grünkohl (Äthiopien), Spargel (Peru) und Kartoffeln (Südamerika) – Gemüsesorten, die vor Jahrhunderten nach Deutschland importiert und dann verbreitet wurden. Das vierte Internationale Kochbuch enthält Rezepte mit Knollen, Rüben und Wurzeln, einer internationalen Multi-Kulti-Gesellschaft von Gemüsesorten. Das fünfte Internationale Kochbuch ist dem UN-Jahr der Hülsenfrüchte gewidmet und enthält Rezepte mit Linsen, Bohnen, Erbsen, Kichererbsen, Erdnüssen und Lupinen. Der sechste Band der Reihe enthält Rezepte mit Zwiebeln und Lauch. Der Reinerlös seiner Bücher wurde u. a. für das Kinder- und Jugendatelier im Atelierhaus Roter Hahn in Bremen-Gröpelingen und Refugio Bremen gespendet.
Lühr ist seit 2022 Vorsitzender des Künstle-Netzwerkes Kunst.Hafen.Walle e. V. im Bremer Stadtteil Walle/Überseestadt.

## Ehrungen
- 2019: Digital Transformation Award vom Fachmedium eGovernment Computing

## Schriften
- Henning Lühr: Management by … – Managementkonzepte für Experten/innen. 1. Auflage. KellnerVerlag, Bremen 2009, ISBN 978-3-939928-36-2, S. 261.
- Henning Lühr: Das internationale Grünkohl-Kochbuch: 50 Rezepte aus 27 Ländern. 4. erweiterte Auflage. KellnerVerlag, Bremen 2016, ISBN 978-3-939928-71-3, S. 132.
- Henning Lühr: Drahtzieher, Taktiker, Kofferträger. Satirischer Wegweiser durch Politik und Bürokratie. 2. erweiterte Auflage. KellnerVerlag, Bremen 2012, ISBN 978-3-939928-82-9, S. 184.
- Henning Lühr, Lothar Spielhoff: Internationales Spargelkochbuch. KellnerVerlag, Bremen 2014, ISBN 978-3-95651-034-2, S. 128.
- Henning Lühr, Lothar Spielhoff: Internationales Kartoffel-Kochbuch: 87 Rezepte aus 42 Ländern. 1. Auflage. KellnerVerlag, Bremen 2014, ISBN 978-3-95651-046-5, S. 192.
- Henning Lühr, Lothar Spielhoff, Udo Reinfeld: Internationales Knollen- und Wurzelkochbuch: 87 Rezepte aus 37 Ländern. 1. Auflage. KellnerVerlag, Bremen 2015, ISBN 978-3-95651-071-7, S. 176.
- Henning Lühr, Lothar Spielhoff, Udo Reinfeld: Internationales Hülsenfrüchtekochbuch: 65 Rezepte aus 35 Ländern. 1. Auflage. KellnerVerlag, Bremen 2016, ISBN 978-3-95651-123-3, S. 135.
- Henning Lühr: Management by Biscuits oder Der mit den Kalorien tanzt – eine Satire zum Keks-Management in Bürobesprechungen. BoD, Norderstedt 2008, ISBN 978-3-8370-5362-3, S. 66.
- Henning Lühr: „Nur von’n Wägen ward dat Swin nich fett!“ – een Bürokratie-Satire op Platt! In: Datareport. 1/2009, S. 32 ff.
- Henning Lühr: Der öffentliche Dienst als Einwanderungsland. In: Innovative Verwaltung. 5/2016, S. 19 ff.
- Henning Lühr: Das Phänomen der zwei Halbzeiten. In: Ralf Landwehr, Henning Staar, Sven Voelpel: Spielfeld Arbeitsplatz. Erlangen 2016.
- Henning Lühr: Dänemark – Ein Vorbild für die digitale Verwaltung. In: Innovative Verwaltung 12/2017, S. 19 ff.
- Henning Lühr/Lydia Scholz/Mark Groß (Hrsg.), Handbuch digitale Verwaltung, Wiesbaden 2024 (2. Auflage), ISBN 978-3-8293-1685-9, 722 Seiten
- Henning Lühr (Hrsg.): Brauchen wir eine neue Staatskunst? Herausforderungen für das Staats- und Verwaltungshandeln durch die digitale Entwicklung – Ergebnisse des Kolloquiums im Bremer Rathaus am 12./13.2.2019 mit einer Einführung von Patricia Grashoff/Peter Kalmbach/Henning Lühr, Bremen 2019, ISBN 978-3-95651-211-7, S. 252
- Henning Lühr: Handbuch Finanzen und Haushalt in der Freien Hansestadt Bremen. 1. Auflage. KellnerVerlag, Bremen 2020, ISBN 978-3-95651-261-2, S. 552.